# Guru
Кіт Едвард Ілам (більш відомий під своїм сценічним псевдонімом Guru, 17 липня 1961 — 19 квітня 2010) — американський MC і член хіп-хоп-дуету Gang Starr, разом з DJ Premier. Ім'я Guru є бекронімом від Gifted Unlimited Rhymes Universal, також може бути розшифровано як God is Universal; he is the Ruler Universal. Він також відомий по озвученні персонажа 8-Ball в іграх Grand Theft Auto III і Grand Theft Auto: Liberty City Stories.

## Ранні роки
Кіт Едвард народився в районі Роксбері міста Бостон, штат Массачусетс. Його батько, Гаррі, був суддею, мати, Барбара, була одним із директорів бібліотек у системі державних шкіл Бостона. Ілам закінчив коледж в області ділового адміністрування в Моргаусі (Атланта) і навчався у Fashion Institute of Technology в Манхеттені. Пізніше він кинув навчання для продовження кар'єри реп-виконавця.

## Музична кар'єра
Почав свою хіп-хоп-кар'єру під псевдонімом MC Keithy E, але пізніше змінив його на Guru. Він заснував Gang Starr в 1987 році. Спочатку гурт випустив три записи, спродюсовані DJ Марк 45 King, на Wild Pitch Records, але ці записи привернули мало уваги. Після зміни в складі, гурт, який складався із Guru і DJ Premier випустив свій перший альбом «No More Mr. Nice Guy», вони отримали значну підтримку і випустили 6 добре оцінених критиками альбомів в період з 1989 по 2003 рік, що зробили істотний вплив на хіп-хоп . Два альбоми, Moment of Truth (1998) і компіляція Full Clip: A Decade of Gang Starr (1999) отримали золотий статус в США.В 1993 році Ілам випустив перший з серії із чотирьох сольних альбомів. Jazzmatazz, Vol. 1 в співпраці з MC Solaar та іншими виконавцями, який отримав позитивні відгуки. Його другий сольний альбом «Jazzmatazz, Vol. 2: The New Reality» був випущений в 1995 році. Третій диск був випущений в 2000 році, але отримав менш позитивні відгуки. Говорячи про витоки проекту Jazzmatazz, Ілам сказав: «В 1993, коли я вперше розробляв концепцію Jazzmatazz, я помітив, як багато „котів“, копались в ящиках, шукали та семплували джазові записи для створення особистих хіп-хоп композицій. Тоді я думав, що це круто, я вирішив перенести все це на новий рівень і фактично створив новий жанр, ми сумплували в студії, змішуючи хіп-хоп біт з деякими із найкращих вокалістів нашого часу. Ви знаєте, все це було експериментальним, але я знав, що ця ідея породить історичну музику». Планувався запис альбому Gang Starr, але це не було зроблено через смерть Гуру.

## Смерть
28 лютого 2010 у Guru зупинилось серце, і потім, після операції, він впав у кому. Було заявлено, що Гуру вийшов з коми, але помер 19 квітня 2010, у віці 48 років від мієломної хвороби. У Ілама залишились батьки, брати, сестри і син, Кейт Касім.